# Uracrobates pygiseta
Uracrobates pygiseta är en kvalsterart som först beskrevs av Hammer 1973.  Uracrobates pygiseta ingår i släktet Uracrobates och familjen Mochlozetidae. Inga underarter finns listade i Catalogue of Life.